# Manga Taishō
Manga Taishō (jap. マンガ大賞) – nagroda przyznawana japońskim komiksom od 2008 roku. Nominowanymi do nagrody mogą być jedynie te mangi, których długość nie przekroczyła ośmiu tomów, po to, by promować nowsze serie. Komisja nominująca do nagrody składa się z księgarzy, którzy mogą oddać głos na pięć różnych tytułów; tytuły z największą liczbą głosów otrzymują nominację do nagrody. Druga runda głosowania wyłania spośród nominowanych zwycięzcę.
| Rok  | Zwycięzca                                             | Nominowani | Uwagi                                       | Źródło        |
| ---- | ----------------------------------------------------- | --- | ------------------------------------------- | ------------- |
| 2008 | Gaku: Minna no yama (Shinichi Ishizuka)               | - Yotsuba! (Kiyohiko Azuma) - Umimachi Diary (Akimi Yoshida) - Ōoku (Fumi Yoshinaga) - Kinō nani tabeta? (Fumi Yoshinaga) - Kimi ni todoke (Karuho Shiina) - Kōkoku no shugosha (Daisuke Satō i Yū Itō) - Tomehane! Suzuri kōkō shodōbu (Katsutoshi Kawai) - Księga przyjaciół Natsume (Yuki Midorikawa) - Himawari: Kenichi Legend (Akiko Higashimura) - Flower of Life (Fumi Yoshinaga) - Moyashimon (Masayuki Ishikawa) | Do nagrody zostało nominowanych 12 tytułów. | [ 2 ] [ 1 ]   |
| 2009 | Chihayafuru (Yuki Suetsugu)                           | - Uchū kyōdai (Chūya Koyama) - Marcowy lew (Chika Umino) - Shin’ya shokudō (Yarō Abe) - Seishun Shōnen Magazine 1978-1983 (Makoto Kobayashi) - Saint onii-san (Hikaru Nakamura) - Tomehane! Suzuri kōkō shodōbu (Katsutoshi Kawai) - Toriko (Mitsutoshi Shimabukuro) - Mama wa Tenparist (Akiko Higashimura) - Yondemasuyo, Azazel-san (Kubo Yasuhisa) | Do nagrody zostało nominowanych 10 tytułów. | [ 3 ] [ 4 ]   |
| 2010 | Thermae Romae (Mari Yamazaki)                         | - Uchū kyōdai (Chūya Koyama) - Bakuman (Tsugumi Ōba i Takeshi Obata) - I Am a Hero (Kengo Hanazawa) - Aoi Honō (Kazuhiko Shimamoto) - Otoko no isshō (Keiko Nishi) - Kuragehime (Akiko Higashimura) - Kōkō Kyūji Zawa-san (Eriko Mishima) - Mushi to uta: Ichikawa Haruko sakuhin-shū (Haruko Ichikawa) - Moteki (Mitsurou Kubo) | Do nagrody zostało nominowanych 10 tytułów. | [ 5 ] [ 6 ]   |
| 2011 | Marcowy lew (Chika Umino)                             | - Opowieść panny młodej (Kaoru Mori) - I Am a Hero (Kengo Hanazawa) - Omo ni naitemasu (Akiko Higashimura) - Kokkoku (Seita Horio) - Sayonara mo iwazu ni (Kentarō Ueno) - Saru (Daisuke Igarashi) - Shitsuren shokoratie (Setona Mizushiro) - Atak Tytanów (Hajime Isayama) - Drifters (Kouta Hirano) - Don't Cry Girl (Tomoko Yamashita) - Hana no Zubora-Meshi (Masayuki Kusumi i Etsuko Mizusawa) - Mashiro no oto (Marimo Ragawa) | Do nagrody zostało nominowanych 13 tytułów. | [ 7 ] [ 8 ]   |
| 2012 | Silver Spoon (Hiromu Arakawa)                         | - Giga Tokyo Toy Box (Ume) - Nobunaga Concerto (Ayumi Ishii) - I Am a Hero (Kengo Hanazawa) - Kwiaty zła (Shūzō Oshimi) - Gurazeni (Yūji Moritaka i Keiji Adachi) - Getenrou (Masakazu Ishiguro) - Twoje kwietniowe kłamstwo (Naoshi Arakawa) - Shōwa genroku rakugo shinjū (Haruko Kumota) - Takasugi-san-chi no obentou (Nozomi Yanahara) - Tonari no Seki-kun (Takuma Morishige) - Drifters (Kouta Hirano) - 25-ji no bakansu (Haruko Ichikawa) - Hibi Rock (Katsumasa Enokiya) - Hōzuki no reitetsu (Natsumi Eguchi)                         | Do nagrody zostało nominowanych 15 tytułów. | [ 9 ] [ 10 ]  |
| 2013 | Umimachi Diary (Akimi Yoshida)                        | - Opowieść panny młodej (Kaoru Mori) - Ballroom e yōkoso (Tomo Takeuchi) - Hi Score Girl (Rensuke Oshikiri) - Klasa skrytobójców (Yusei Matsui) - Bokura no Funka-sai (Keigo Shinzō) - Kui Ryōko Sakuhin-shū (Ryōko Kui) - Ningen Karimen-chū (Taeko Uzugi) - Ore monogatari!! (Kazune Kawahara i Aruko) - Sanzoku Diary (Kentarō Okamoto) - Terra Formars (Yū Sasuga i Kenichi Tachibana) | Do nagrody zostało nominowanych 11 tytułów. | [ 11 ] [ 12 ] |
| 2014 | Opowieść panny młodej (Kaoru Mori)                    | - Ashizuri suizokukan (panpanya) - Ajin (Gamon Sakurai) - Ja, Sakamoto (Nami Sano) - Sayonara, Tama-chan (Kazuyoshi Takeda) - Jūhan shuttai! (Naoko Matsuda) - Seven Deadly Sins (Nakaba Suzuki) - Hikidashi ni Terrarium (Ryōko Kui) - Erased – Miasto, z którego zniknąłem (Kei Sanbe) - One-Punch Man (ONE i Yūsuke Murata) | Do nagrody zostało nominowanych 10 tytułów. | [ 13 ] [ 14 ] |
| 2015 | Kakukaku shikajika (Akiko Higashimura)                | - Innocent (Shin'ichi Sakamoto) - Ōsama-tachi no Viking (Sadayasu i Makoto Fukami) - Kasane (Daruma Matsuura) - Mistrz romansu Nozaki (Izumi Tsubaki) - Kształt twojego głosu (Yoshitoki Ōima) - Kodomo wa wakatte agenai (Rettou Tajima) - Dimitri Tomkins (Fumiko Takano) - Blue Giant (Shinichi Ishizuka) - Kraina klejnotów (Haruko Ichikawa) - Ballroom e yōkoso (Tomo Takeuchi) - Erased – Miasto, z którego zniknąłem (Kei Sanbe) - My Hero Academia – Akademia bohaterów (Kōhei Horikoshi) - Oblubienica czarnoksiężnika (Kore Yamazaki) | Do nagrody zostało nominowanych 14 tytułów. | [ 15 ] [ 16 ] |
| 2016 | Golden Kamuy (Satoru Noda)                            | - Okazaki ni sasagu (Saho Yamamoto) - Po deszczu (Jun Mayuzuki) - Dungeon Meshi – Lochy i smakołyki (Ryōko Kui) - Tokijskie singielki i ich tęgie rozkminy (Akiko Higashimura) - Tonkatsu DJ Agetarō (Ipyao i Yūjirō Koyama) - Nami yo kiite kure (Hiroaki Samura) - Hyakumanjō Labyrinth (Takamichi) - Blue Giant (Shinichi Ishizuka) - Erased – Miasto, z którego zniknąłem (Kei Sanbe) - Machida-kun no sekai (Yuki Andō) | Do nagrody zostało nominowanych 11 tytułów. | [ 17 ] [ 18 ] |
| 2017 | Hibiki: Shōsetsuka ni naru hōhō (Mitsuharu Yanamoto)  | - Aoashi (Yūgo Kobayashi i Naohiko Ueno) - Teasing Master Takagi-san (Sōichirō Yamamoto) - Kin no kuni mizu no kuni (Nao Iwamoto) - Łowcy smoków (Taku Kuwabara) - Golden Gold (Seita Horio) - Dungeon Meshi – Lochy i smakołyki (Ryōko Kui) - Tokijskie singielki i ich tęgie rozkminy (Akiko Higashimura) - Nami yo kiite kure (Hiroaki Samura) - High Score Girl (Rensuke Oshikiri) - Fire Punch (Tatsuki Fujimoto) - The Promised Neverland (Kaiu Shirai i Posuka Demizu) - Watashi no shōnen (Hitomi Takano)                                | Do nagrody zostało nominowanych 13 tytułów. | [ 19 ] [ 20 ] |
| 2018 | BEASTARS (Paru Itagaki)                               | - Eiga daisuki Ponpo-san (Shogo Sugitani) - Eizōken ni wa te o dasu na! (Sumito Ōwara) - Golden Gold (Seita Horio) - Dungeon Meshi – Lochy i smakołyki (Ryōko Kui) - Atelier spiczastych kapeluszy (Kamome Shirahama) - Nagi no oitoma (Misato Konari) - Ku twej wieczności (Yoshitoki Ōima) - Made in Abyss (Akihito Tsukushi) - The Promised Neverland (Kaiu Shirai i Posuka Demizu) - Runway de waratte (Kotoba Inoya) - Warera Contactee (Rui Morita)                                                                                        | Do nagrody zostało nominowanych 12 tytułów. | [ 21 ] [ 22 ] |
| 2019 | Kanata no astra (Kenta Shinohara)                     | - 1122 (Peko Watanabe) - Ikoku nikki (Tomoko Yamashita) - Kengōji-san wa mendōkusai (Minoru Toyoda) - Golden Gold (Seita Horio) - Sazan to suisei no shōjo (Yuriko Akase) - Dungeon Meshi – Lochy i smakołyki (Ryōko Kui) - Nagi no oitoma (Misato Konari) - Hakumei to Mikochi (Takuto Kashiki) - Blue Period (Tsubasa Yamaguchi) - Szlakiem chmur na północny zachód (Aki Irie) - To żadna tajemnica (Rui Morita) - Metamorfozy (Kaori Tsurutani)                                                                                              | Do nagrody zostało nominowanych 13 tytułów. | [ 23 ] [ 24 ] |
| 2020 | Blue Period (Tsubasa Yamaguchi)                       | - Ashita shinu ni wa (Sumako Kari) - Ikoku nikki (Tomoko Yamashita) - Skip & Loafer (Misaki Takamatsu) - Spy × Family (Tatsuya Endō) - Chainsaw Man (FUJIMOTO) - Nami yo kiite kure (Hiroaki Samura) - Czarne chmury w moim sercu (Norio Sakurai) - Maki Musubi (Shin Hotani) - To żadna tajemnica (Rui Morita) - Mizu wa umi ni mukatte nagareru (Rettō Tajima) - Muchū sa, kimi ni (Yama Wayama) | Do nagrody zostało nominowanych 12 tytułów. | [ 25 ] [ 26 ] |
| 2021 | Frieren. U kresu drogi (Kanehito Yamada, Tsukasa Abe) | - Moja gwiazda (Aka Akasaka, Mengo Yokoyari) - Ziemia i jej obroty (Uoto) - Spy × Family (Tatsuya Endō) - Mizu wa umi ni mukatte nagareru (Rettō Tajima) - Metamorfozy (Kaori Tsurutani) - Kaiju No. 8 (Naoya Matsumoto) - Kowloon Generic Romance (Jun Mayuzuki) - Onna no sono no hoshi (Yama Wayama) - Karaoke iko! (Yama Wayama) | Do nagrody zostało nominowanych 10 tytułów. | [ 27 ] [ 28 ] |
| 2022 | Darwin jihen (Shun Umezawa)                           | - Umi ga hashiru Endroll (John Tarachine) - Moja gwiazda (Aka Akasaka, Mengo Yokoyari) - Onna no sono no hoshi (Yama Wayama) - Jitenshaya-san no Takahashi-kun (Arare Matsumushi) - Dandadan (Yukinobu Tatsu) - Ziemia i jej obroty (Uoto) - Trillion Game (Ryoichi Ikegami, Riichirou Inagaki) - Hirayasumi (Keigo Shinzō) - Look Back (Tatsuki Fujimoto) | Do nagrody zostało nominowanych 10 tytułów. | [ 29 ] [ 30 ] |
| 2023 | Kore kaite shine (Minoru Toyoda)                      | - Akane-banashi (Yūki Suenaga, Takamasa Moue) - Onna no sono no hoshi (Yama Wayama) - Gekiko kamen (Takayuki Yamaguchi) - Żegnaj, Eri (Tatsuki Fujimoto) - Paląc z tobą na tyłach sklepu (Jinushi) - Seihantai na kimi to boku (Kōcha Agasawa) - Pierwszy grzech Takopiiego (Taizan 5) - Tenmaku no jadūgal (Tomato Soup) - Nippon sangoku (Matsuki Ikka) - Lato, kiedy umarł Hikaru (Mokumokuren) | Do nagrody zostało nominowanych 11 tytułów. | [ 31 ] [ 32 ] |
| 2024 | Kimi to uchū o aruku tame ni (Inuhiko Doronoda)       | - Kanda gokura-chō shokunin-banashi (Akihito Sakaue) - Seihantai na kimi to boku (Kōcha Agasawa) - Tamaki to Amane (Fumi Yoshinaga) - Diamond no kōzai (Ōhashi Hirai) - Tenmaku no jadūgal (Tomato Soup) - Hirayasumi (Keigo Shinzō) - Fami-res iko. (Yama Wayama) - Heiwa no kuni no shimazaki e (Gouten Hamada, Takeshi Sesimo) - Kontraduety z zaświatów (Hiromu Arakawa) | Do nagrody zostało nominowanych 10 tytułów. | [ 33 ] [ 34 ] |
| 2025 | Ogłoszenie zwycięzcy nastąpi 27 marca 2025.           | - Alice, doko made mo (Kiko Urino) - Onna no sono no hoshi (Yama Wayama) - Cosmos (Ryūhei Tamura) - Kono yo wa tatakau kachi ga aru (Hatsumi Kodama) - Shinimodori no mahō gakkō seikatsu o, moto koibito to Prologue kara (Gin Shirakawa, Eiko Mutsuhana, Yugiri Aika) - Wielki strażnik biblioteki (Mitsu Izumi) - Dokagui daisuki! Mochizuki-san (Kamome Maruyono) - Dokudami no hana saku koro (Shiho Kido) - Futsū no keion-bu (Tetsuo Ideuchi, Kuwahali) - Robō no Fujii (Nabekurao)                                                       | Do nagrody zostało nominowanych 10 tytułów. | [ 35 ]        |